# Mirador (kommun i Brasilien, Maranhão, lat -6,47, long -45,11)
Mirador är en kommun i Brasilien.   Den ligger i delstaten Maranhão, i den östra delen av landet, 1 100 km norr om huvudstaden Brasília. Antalet invånare är 20 434.
Följande samhällen finns i Mirador:
- Mirador

Omgivningarna runt Mirador är huvudsakligen savann. Trakten runt Mirador är nära nog obefolkad, med mindre än två invånare per kvadratkilometer.